# Усть-Катав (станция)
Усть-Ката́в — железнодорожная станция Златоустовского региона Южно-Уральской железной дороги, расположенная в городе Усть-Катав Челябинской области.

## Характеристика станции

### Вокзал станции
Железнодорожный вокзал г. Усть-Катав является одной из важнейших железнодорожных станций Южно-Уральской железной дороги и находится на расстоянии около 1,8 тыс. км от Москвы. Ежечасно услугами железнодорожного вокзала г. Усть-Катав пользуются более 26 пассажиров.
Ж/д сообщение между Усть-Катавом и Москвой существует с 1889 года.
Первое здание усть-катавского ж/д вокзала было сдано в эксплуатацию в середине 1890 года.
В настоящее время вокзал оснащен информационными табло с расписанием прибытий и отправлений ближайших поездов, камерой хранения ручной клади и крупногабаритного багажа, круглосуточными комнатами длительного отдыха (КДО), кафе-бистро, медицинским пунктом.